# صیقلان (تولم)
صیقلان ، روستایی از توابع بخش تولم شهرستان صومعه‌سرا در استان گیلان ایران است.

## جمعیت
این روستا در دهستان تولم قرار دارد و براساس سرشماری مرکز آمار ایران در سال ۱۳۸۵، جمعیت آن ۳۲۲ نفر (۱۰۵خانوار) بوده‌است.

## مستند صیقلان تولم
در سال ۱۳۸۸ مستند صیقلان بهشت صومعه به تهیه کنندگی: حجت بقایی و کارگردانی: حجت بقایی و باقریکتا و سرمایه‌گذاری علی حسین پور جهت معرفی این روستا تولید شد، این مستند نقش به سزایی در معرفی این روستا داشت، بخشهایی از این مستند به صورت گزارش تصویری از شبکه‌های باران، تهران، خبر و جام جم پخش شد. در این مستند در مورد توانمندی‌های گردشگری و اقتصادی روستای صیقلان به خوبی بحث شده‌است. استاندار وقت گیلان-شهرداری تولم شهر- شورای صیقلان- سازمان میراث فرهنگی و گردشگری - اداره کل ارشاد گیلان از این مستند بابت معرفی روستای صیقلان تقدیر کردند.

## مسجد پیلی قرآن
صیقلان یک روستای تاریخی و مذهبی است به دلیل وجود داشتن مسجدی تاریخی و میراثی که از زمانهای قدیم مورد توجه همگان بوده. در این مسجد قرآنی بزرگ وجود داشته (به همین دلیل محلیان این مسجد را پیلی قرآن نامیدند چون در زبان گیلکی پیلی قرآن می‌شود قرآن بزرگ) و در قدیم مردم از سرتاسر استان و حتی از جای‌جای کشور برای زیارت آن می‌آمدند و نذر نیازهای خود را انجام می‌دادند و از پیلی قرآن برای حل مشکلاتشان کمک در خواست می‌کردند بزرگ. این مسجد کم‌کم دارد از خاطره‌ها می‌رود و بنای مسجد هم فرسوده شده‌است ضمن اینکه این قرآن بزرگ هم چند سالی است که توسط افراد سودجو ربوده شده و باعث کم رونق شدن این مسجد شده ولی با این وجود بازهم کسانی که در اطراف استان زندگی می‌کنند وبا این مسجد آشنایند از کمکهای مالی خود دریغ نمی‌کنند و از اجر معنوی که پیلی قرآن به آنها هدیه می‌دهد بهرمند می‌شوند. پیلی قرآن همه حاجتها را روا خواهد کرد فقط باید ایمان داشته باشید.

## صیقلان تولم در لغت نامه دهخدا
در لغت نامه آنلاین دهخدا آمده‌است؛
صیقلان. صَ قَ ] (اِخ) دهی است جزء دهستان تولم بخش مرکزی شهرستان فومن، واقع در ۱۱ هزار گزی شمال فومن و ۳ هزار گزی شمال راه شوسهٔ صومعه سرا به رشت. این ده در جلگه واقعو هوای آن معتدل، مرطوب و مالاریایی است. ۴۵۱ تن سکنه دارد. آب آن از استخر. محصول آنجا برنج، توتون سیگار، چای و مرغابی. شغل اهالی زراعت، مکاری و صید است. راه مالرو دارد.